# 埃特鲁萨
埃特鲁萨（法語：Étroussat，法語發音：[etʁusa]）是法国阿列省的一个市镇，位于该省南部，属于穆兰区。

## 地理
埃特鲁萨（46°13'7"N, 3°13'16"E）面积13.03 平方千米，位于法国奥弗涅-罗讷-阿尔卑斯大区阿列省，该省份为法国中部省份，北起涅夫勒省、西北接谢尔省，西南至克勒兹省，南至多姆山省，东南临卢瓦尔省，东临索恩-卢瓦尔省。
与埃特鲁萨接壤的市镇（或旧市镇、城区）包括：巴尔伯里耶、巴耶、沙雷伊-桑特拉、富里耶、圣日耳曼德萨勒、阿列省于塞勒。

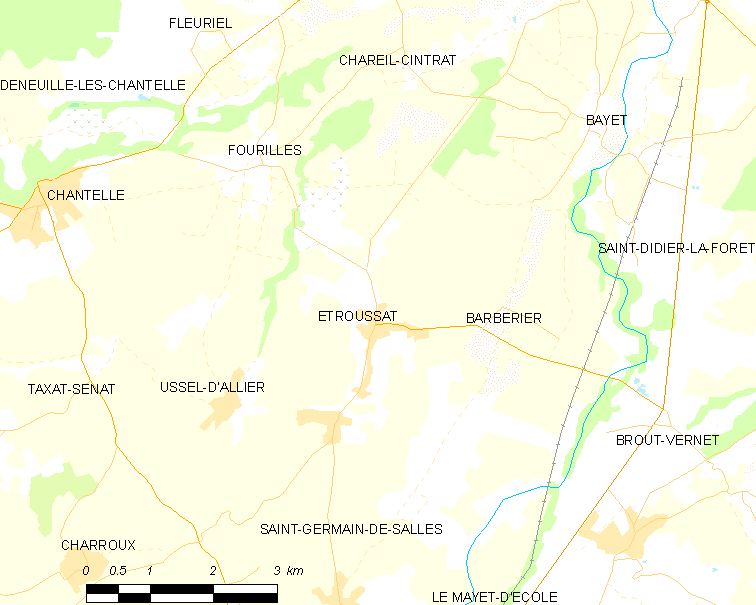
埃特鲁萨的OSM定位图

埃特鲁萨的时区为UTC+01:00、UTC+02:00（夏令时）。

## 行政
埃特鲁萨的邮政编码为03140，INSEE市镇编码为03112。

## 政治
埃特鲁萨所属的省级选区为加纳县。

## 人口

1962-2008年间埃特鲁萨人口变化图示

埃特鲁萨于2022年1月1日时的人口数量为663人。